# وشم پونا
وشم پونا (نام علمی: Tinamotis pentlandii) نام یک گونه از سرده وشم‌گون‌ها است.